# Центральная избирательная комиссия Латвии

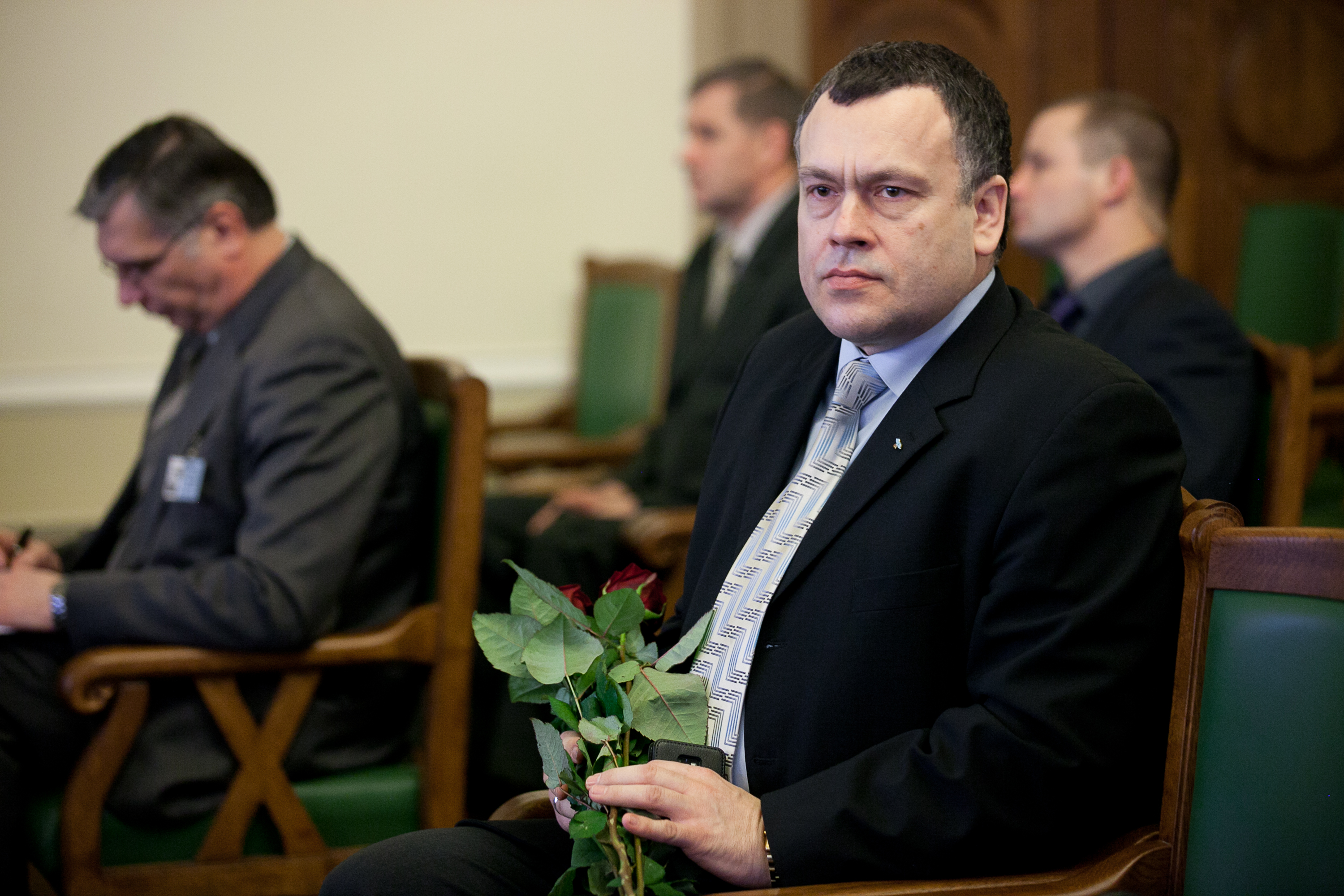
Арнис Цимдарс, председатель ЦИК Латвии (2012)

Центральная избирательная комиссия Латвии (латыш. Centrālā vēlēšanu komisija, CVK) — латвийское государственное учреждение, отвечающее за подготовку и проведение выборов и референдумов. Комиссия является постоянным государственным органом и состоит из 9 членов, имеет права юридического лица. Председателя и 7 членов комиссии выбирает Сейм, ещё одного выбирает Верховный суд. Центральная избирательная комиссия формирует региональные избирательные комиссии. Комиссия была создана 20 июля 1922 года для выборов первого парламента страны. 8 декабря 1992 года, после восстановления независимости Латвии, комиссия была также восстановлена.

## Председатели
- 1922—1934 — Маргерс Скуениекс (Marģers Skujenieks)
- 1940 — Ансис Бушевиц (Ansis Buševics)
- 1990 — Гунарс Блумс (Gunārs Blūms)[2]
- 1993—1997 — Атис Краминьш (Atis Kramiņš)
- 1997—2019 — Арнис Цимдарс (Arnis Cimdars)
- C 2019 — Кристине Берзиня (Kristīne Bērziņa)[3]

## Список выборов и референдумов
- 7—8 октября 1922 — Выборы 1-го Сейма
- 3—4 октября 1925 — Выборы 2-го Сейма
- 6—7 октября 1928 — Выборы 3-го Сейма
- 3—4 октября 1931 — Выборы 4-го Сейма
- 5—6 октября 1993 — Выборы 5-го Сейма
- 30—1 октября 1995 — Выборы 6-го Сейма
- 3 октября 1998 — Выборы 7-го Сейма
- 5 октября 2002 — Выборы 8-го Сейма
- 12 июня 2004 — Выборы в Европейский парламент
- 7 октября 2006 — Выборы 9-го Сейма
- 6 июня 2009 — Выборы в Европейский парламент
- 2 октября 2010 — Выборы 10-го Сейма
- 17 сентября 2011 — Выборы 11-го Сейма
- 24 мая 2014 — Выборы в Европейский парламент
- 4 октября 2014 — Выборы 12-го Сейма
- 6 октября 2018 — Выборы 13-го Сейма